# Трапаидзе, Владимир Семёнович
Влади́мир Семёнович Трапаи́дзе (20 сентября 1911 года, Озургети, Кутаисская губерния, Российская империя — 1994 год, Тбилиси, Грузия) — советский хозяйственный, государственный и политический деятель, секретарь Хулойского районного комитета Компартии (большевиков) Грузии, Аджарская АССР, Грузинская ССР. Герой Социалистического Труда (1949). Министр финансов Аджарской АССР (1951—1980).

## Биография
Родился в 1911 году в Озургети Кутаисской губернии. Младший брат Алфесия Семёновича Трапаидзе. После окончания финансового факультета Тифлисского политехнического института трудился инспектором, начальником отдела в финансовом отделе Махарадзевского райисполкома. Член КПСС. В последующие годы — финансовый инспектор Наурского района Чечено-Ингушской АССР. В 1941 году призван в Красную Армию по мобилизации.
В годы Великой Отечественной войны служил начальником финансовой службы 270-го отдельного истребительного полка в звании лейтенанта интендатской службы. После войны — начальник налогового управления Наркомфина Грузинской ССР. С 1947 года — первый секретарь Хулойского райкома.
Занимался развитием сельского хозяйства в Хулойском районе. В 1948 году сельскохозяйственные предприятия Хулойского района перевыполнили в целом плановый сбор урожая табака на 22,6 %. Указом Президиума Верховного Совета СССР от 3 мая 1949 года удостоен звания Героя Социалистического Труда за «получение высоких урожаев кукурузы и табака в 1948 году» с вручением ордена Ленина и золотой медали «Серп и Молот».
Этим же Указом званием Героя Социалистического Труда были награждены председатель Хулойского райисполкома Леван Михайлович Давитадзе, заведующий сельхозотделом Шалва Константинович Чхаидзе, главный районный агроном Бежан Ильич Палавандишвили и звеньевой колхоза имени Стаханова Хулойского района Хасан Маирович Сурманидзе.
С 1951 года до выхода на пенсию в 1980 году — министр финансов Аджарской АССР.
Проживал в Тбилиси. Умер в 1994 году.

## Награды и звания
- Герой Социалистического Труда (03.05.1949).
- орден Ленина (21.02.1948, 03.05.1949)
- орден Трудового Красного Знамени (03.09.1971)
- орден Красной Звезды (14.02.1951)
- орден «Знак Почёта» (24.02.1946, 02.04.1966)